# 阿塔曼 (烏克蘭)
46°1′2″N 34°29′59″E / 46.01722°N 34.49972°E
阿塔曼（烏克蘭語：Атамань）是位於烏克蘭南部的村莊，由赫爾松州海尼切斯克區的海尼切斯克市镇負責管轄。該村始建於十九世紀，面積73.1平方公里，海拔高度8米，2013年人口301，人口密度每平方公里4.1人。